# Völzberg
Völzberg ist ein Ortsteil der Gemeinde Birstein im hessischen Main-Kinzig-Kreis.

## Geographie
Der Ort liegt im unteren Vogelsberg nördlich von Birstein an der Salz. In Ortsnähe erhebt sich das Völzberger Köpfchen, die zweithöchste Erhebung im Main-Kinzig-Kreis mit 570,8 m über NHN.
Entlang des Ortes verlief die 1967 stillgelegte Vogelsberger Südbahn. Auf Teilen ihrer Trasse wurde der Vogelsberger Südbahnradweg gebaut. Dieser ist inzwischen Teil des BahnRadweg Hessen, der auf ehemaligen Bahntrassen ca. 250 km durch den Vogelsberg und die Rhön führt.

## Geschichte

### Ortsgeschichte
Die älteste bekannte Erwähnung von Völzberg erfolgte um das Jahr 810 unter dem Namen „Fugelesburc“. In späteren historischen Dokumenten ist der Ort unter folgenden Ortsnamen belegt (in Klammern das Jahr der Erwähnung): Folsperg und Folspurg (1489) sowie Voltzberg (1551).
Das Dorf kam 1816 nach dem Wiener Kongress vom Fürstentum Isenburg-Birstein zum Kurfürstentum Hessen und mit der preußischen Annexion Kurhessens 1866 an Preußen.
Im Jahre 1939 gehörte der Ort zum Landkreis Gelnhausen und hatte 161 Einwohner.
Im Zuge der Gebietsreform in Hessen fusionierten zum 1. Juli 1971 die bis dahin selbständigen Gemeinden Lichenroth, Mauswinkel, Wüstwillenroth, Wettges und Völzberg freiwillig zur neuen Gemeinde Oberland. Bereits im Mai 1972 wurde von Seiten der hessischen Landesregierung ein Anhörungsverfahren eingeleitet mit dem Ziel, den Zusammenschluss der bisherigen Gemeinden Birstein (mit Ortsteilen), Katholisch-Willenroth und Oberland zu einer neuen Großgemeinde herbeizuführen. Die Eingliederung der Gemeinde Oberland in die Gemeinde Birstein erfolgte schließlich kraft Landesgesetz mit Wirkung vom 1. Juli 1974. Für Völzberg, wie für alle eingegliederten ehemals eigenständigen Gemeinden von Birstein, wurde ein Ortsbezirk mit Ortsbeirat gebildet.

### Verwaltungsgeschichte im Überblick
Die folgende Liste zeigt die Staaten und Verwaltungseinheiten, denen Völzberg angehört(e):
- vor 1806: Heiliges Römisches Reich, Fürstentum Isenburg-Birstein, Gericht Reichenbach (oder Birstein)
- ab 1806: Fürstentum Isenburg (Rheinbund),[Anm. 2] Gericht Reichenbach oder Birstein
- ab 1813: Generalgouvernement Frankfurt,[Anm. 3] Gericht Reichenbach
- ab 1815: Kaisertum Österreich,[Anm. 4] Gericht Reichenbach
- ab 1816: Kurfürstentum Hessen,[Anm. 5] Amt Wenings, Gericht Reichenbach
- ab 1821: Kurfürstentum Hessen, Kreis Salmünster[Anm. 6]
- ab 1830: Kurfürstentum Hessen, Kreis Gelnhausen
- ab 1848: Kurfürstentum Hessen, Bezirk Hanau
- ab 1851: Kurfürstentum Hessen, Kreis Gelnhausen
- ab 1867: Königreich Preußen,[Anm. 7] Provinz Hessen-Nassau, Regierungsbezirk Kassel, Kreis Gelnhausen
- ab 1871: Deutsches Reich, Königreich Preußen, Provinz Hessen-Nassau, Regierungsbezirk Kassel, Kreis Gelnhausen
- ab 1918: Deutsches Reich,[Anm. 8] Freistaat Preußen, Provinz Hessen-Nassau, Regierungsbezirk Kassel, Kreis Gelnhausen
- ab 1944: Deutsches Reich, Freistaat Preußen, Provinz Kurhessen, Landkreis Gelnhausen
- ab 1945: Amerikanische Besatzungszone,[Anm. 9] Groß-Hessen, Regierungsbezirk Wiesbaden, Landkreis Gelnhausen
- ab 1946: Amerikanische Besatzungszone, Hessen, Regierungsbezirk Wiesbaden, Landkreis Gelnhausen
- ab 1949: Bundesrepublik Deutschland, Hessen, Regierungsbezirk Wiesbaden, Landkreis Gelnhausen
- ab 1968: Bundesrepublik Deutschland, Hessen, Regierungsbezirk Darmstadt, Landkreis Gelnhausen
- ab 1971: Bundesrepublik Deutschland, Land Hessen, Regierungsbezirk Darmstadt, Landkreis Gelnhausen, Gemeinde Oberland
- ab 1974: Bundesrepublik Deutschland, Land Hessen, Regierungsbezirk Darmstadt, Main-Kinzig-Kreis, Gemeinde Birstein

## Bevölkerung
Einwohnerstruktur 2011
Nach den Erhebungen des Zensus 2011 lebten am Stichtag dem 9. Mai 2011 in Völzberg 123 Einwohner. Darunter waren 9 (7,3 %) Ausländer. Nach dem Lebensalter waren 27 Einwohner unter 18 Jahren, 48 zwischen 18 und 49, 27 zwischen 50 und 64 und 21 Einwohner waren älter. Die Einwohner lebten in 48 Haushalten. Davon waren 9 Singlehaushalte, 15 Paare ohne Kinder und 15 Paare mit Kindern, sowie 6 Alleinerziehende und keine Wohngemeinschaften. In 9 Haushalten lebten ausschließlich Senioren und in 27 Haushaltungen lebten keine Senioren.
Einwohnerentwicklung
 Quelle: Historisches Ortslexikon
- 1551: 15 Zinsende
- 1606: 27 Haushaltungen
- 1770: 33 Haushaltungen

| Völzberg: Einwohnerzahlen von 1834 bis 2023 | Völzberg: Einwohnerzahlen von 1834 bis 2023 | Völzberg: Einwohnerzahlen von 1834 bis 2023 | Völzberg: Einwohnerzahlen von 1834 bis 2023 | Völzberg: Einwohnerzahlen von 1834 bis 2023 |
| --- | ------------------------------------------- | ------------------------------------------- | ------------------------------------------- | ------------------------------------------- |
| Jahr |                                             |                                             |                                             | Einwohner                                   |
| 1834 | 1834                                        |                                             | 232                                         | 232                                         |
| 1840 | 1840                                        |                                             | 224                                         | 224                                         |
| 1846 | 1846                                        |                                             | 206                                         | 206                                         |
| 1852 | 1852                                        |                                             | 181                                         | 181                                         |
| 1858 | 1858                                        |                                             | 184                                         | 184                                         |
| 1864 | 1864                                        |                                             | 177                                         | 177                                         |
| 1871 | 1871                                        |                                             | 163                                         | 163                                         |
| 1875 | 1875                                        |                                             | 171                                         | 171                                         |
| 1885 | 1885                                        |                                             | 179                                         | 179                                         |
| 1895 | 1895                                        |                                             | 175                                         | 175                                         |
| 1905 | 1905                                        |                                             | 155                                         | 155                                         |
| 1910 | 1910                                        |                                             | 172                                         | 172                                         |
| 1925 | 1925                                        |                                             | 179                                         | 179                                         |
| 1939 | 1939                                        |                                             | 161                                         | 161                                         |
| 1946 | 1946                                        |                                             | 253                                         | 253                                         |
| 1950 | 1950                                        |                                             | 238                                         | 238                                         |
| 1956 | 1956                                        |                                             | 182                                         | 182                                         |
| 1961 | 1961                                        |                                             | 160                                         | 160                                         |
| 1967 | 1967                                        |                                             | 173                                         | 173                                         |
| 1970 | 1970                                        |                                             | 180                                         | 180                                         |
| 1980 | 1980                                        |                                             | ?                                           | ?                                           |
| 1990 | 1990                                        |                                             | ?                                           | ?                                           |
| 2000 | 2000                                        |                                             | ?                                           | ?                                           |
| 2011 | 2011                                        |                                             | 123                                         | 123                                         |
| 2023 | 2023                                        |                                             | 119                                         | 119                                         |
| Datenquelle: Historisches Gemeindeverzeichnis für Hessen: Die Bevölkerung der Gemeinden 1834 bis 1967. Wiesbaden: Hessisches Statistisches Landesamt, 1968. Weitere Quellen: LAGIS; Gemeinde Birstein; Zensus 2011 |                                             |                                             |                                             |                                             |

 Historische Religionszugehörigkeit
| • 1885: | 179 evangelische (= 100 %) Einwohner                                |
| • 1961: | 158 evangelische (= 98,75 %), zwei katholische (= 1,25 %) Einwohner |

## Politik
Für Völzberg besteht ein Ortsbezirk (Gebiete der ehemaligen Gemeinde Völzberg) mit Ortsbeirat und Ortsvorsteher nach der Hessischen Gemeindeordnung.
Der Ortsbeirat besteht aus fünf Mitgliedern. Bei den Kommunalwahlen in Hessen 2021 betrug die Wahlbeteiligung zum Ortsbeirat 75,0 %. Alle Kandidaten gehörten der „Völzberger Liste“ an. Der Ortsbeirat wählte Sebastian Winter zum Ortsvorsteher.

## Kulturdenkmäler

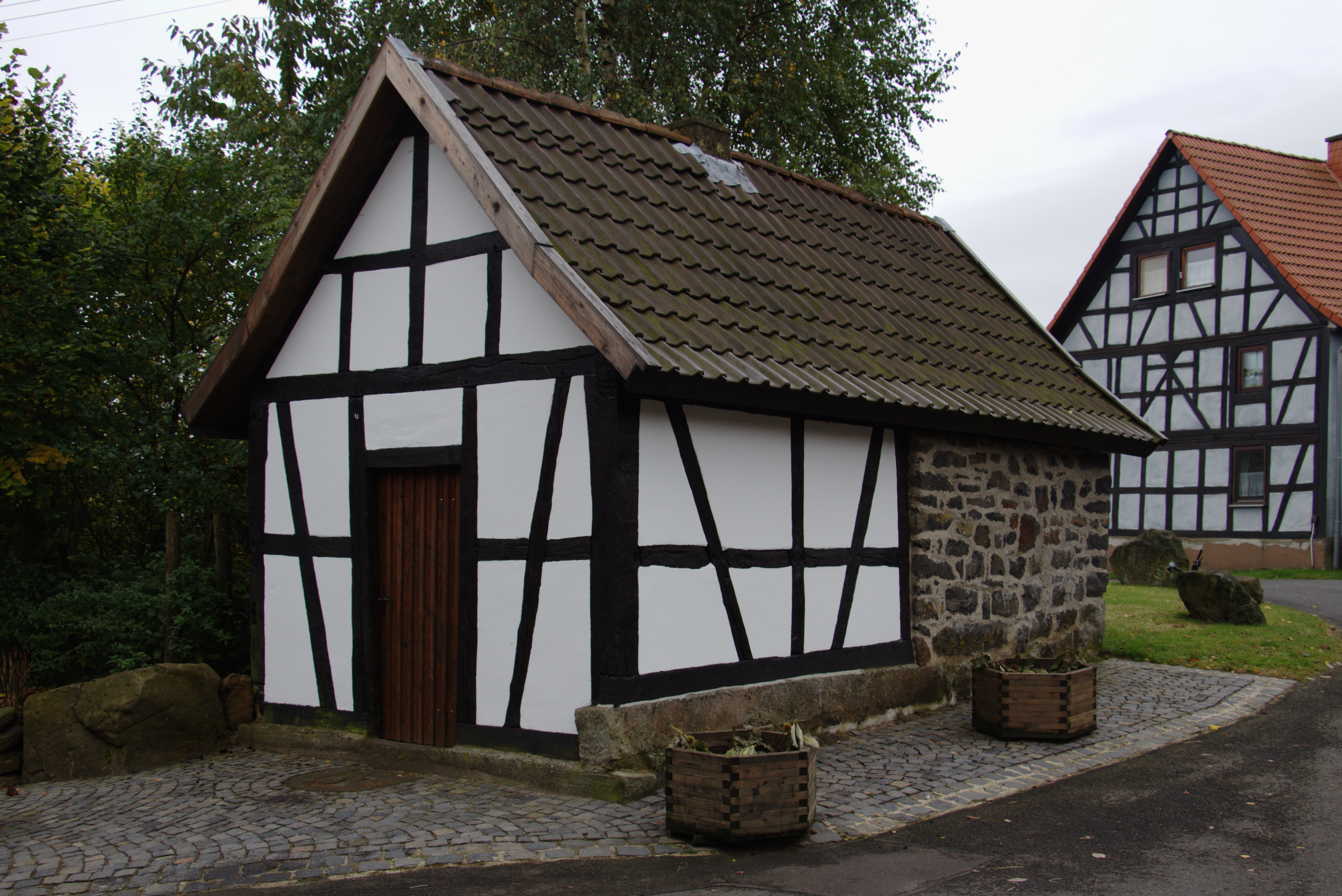
Altes Backhaus in Völzberg

Siehe auch: Liste der Kulturdenkmäler in Völzberg
- Backhaus aus dem 19. Jahrhundert

## Vereine
- Freiwillige Feuerwehr Völzberg
- Jagdgenossenschaft Völzberg
- KSC Volkartshain – Völzberg